# (7934) Sinatra
(7934) Sinatra (1989 SG1) – planetoida z pasa głównego asteroid okrążająca Słońce w ciągu 4,14 lat w średniej odległości 2,58 j.a. Odkryta 26 września 1989 roku.